# Gustav Hartz
Pour les articles homonymes, voir Hartz.
Gustav Hartz (né le 15 août 1884 à Cönnern et mort le 1er février 1950 à Berlin-Reinickendorf) est un homme politique allemand (DNVP).

## Biographie
Hartz étudie l'école communautaire de Cönnern et y termine un apprentissage commercial de quatre ans. Il est employé comme commis dans dix villes différentes. Hartz acquis une expérience pratique des affaires, qu'il complète par un certain nombre de cours de formation commerciale. À partir de 1902, Hartz est actif dans le mouvement des employés «nationaux». En mars 1923, il est élu directeur de district de l'Association nationale allemande de l'artisanat (DHV) de Brême . Hartz est rédacteur en chef du Niederdeutsche Warte, Brême (orgue du district Nord-Ouest du DHV).
Il est de foi protestante et appartient au «mouvement chrétien-allemand» conservateur.

## Député
Hartz est député du Reichstag de mai à décembre 1924. Au Reichstag, il représente la 14e circonscription (Weser-Ems).

## Idées et visions politiques
Dans son ouvrage de 1928, Irrwege der Deutschen Sozialpolitik und der Weg zur Sozialfreedom, il appelle au remplacement de l'assurance sociale de type Bismarck par l'épargne personnelle obligatoire.

## Travaux
- Die national-soziale Revolution. Die Lösung der Arbeiterfrage, München 1932. Wurde nach Ende des Zweiten Weltkrieges in der Sowjetischen Besatzungszone auf die Liste der auszusondernden Literatur gesetzt.
- Eigentum oder Rente? Eine Auseinandersetzung mit meinen Kritikern über das Thema: Sozialversicherung oder Sozialsparkasse, Berlin 1930
- Neue Wege in der Sozialpolitik, Langensalza 1929
- Irrwege der deutschen Sozialpolitik und der Weg zur sozialen Freiheit, Berlin 1928